# Bagatelle (métro de Toulouse)
Pour les articles homonymes, voir Bagatelle.
Bagatelle est une station de la ligne A du métro de Toulouse. Elle est située au niveau de la rue Henri-Desbals, entre les quartiers Bagatelle et La Faourette, dans le sud-ouest de la ville de Toulouse.
La station est ouverte en 1993, en tant que station de la première section de la  ligne A.

## Situation sur le réseau

Plan du métro de Toulouse

Établie en souterrain, la station Bagatelle est établie sur la ligne A du métro de Toulouse. Elle est située entre la station Mirail – Université, en direction de la station terminus sud-ouest Basso-Cambo, et la station Mermoz, en direction de station terminus nord-est Balma – Gramont.

## Histoire
La station Bagatelle est mise en service le 26 juin 1993, lors de l'ouverture à l'exploitation de la première section, longue de 10 kilomètres entre ses terminus Basso-Cambo et Jolimont, de la ligne A du métro de Toulouse. Elle dispose d'une longueur opérationnelle des quais, de 26 m, pour une desserte par des rames composées de deux voitures. Néanmoins le gros œuvre de la station est déjà prévu pour l'accueil de rames de 52 m de long.
Le 18 juin 2013, une rame à l'arrêt à la station est percutée par une autre rame ayant glissé sur le viaduc depuis la station Mirail - Université après un orage de grêle. L'accident provoque un blessé léger.
En 2016, elle a enregistré 1 703 930 validations, ce qui la classe à la 13e place, des stations de la ligne A. Elle représente alors 3 % du trafic de la ligne.
Bagatelle est ponctuellement en chantier, entre 2017 et 2019, dans le cadre de la mise en service de rames de 52 m de long sur ligne A. La structure de la station étant dès l'origine prévue pour cette desserte les travaux se sont limités à du second œuvre, comme la pose des portes palières, à la « mise en conformité du désenfumage », et à la création d'un « dégagement de sécurité ». Les rames, pouvant accueillir 320 passagers débutent leur service le 10 janvier 2020,.

## Services aux voyageurs

### Accès et accueil
La station est accessible depuis deux escaliers et un ascenseur, situés à l'intersection entre la rue Henri-Desbals, la rue du Lot et la rue de l'Ukraine. La station est équipée de guichets automatiques, permettant l'achat des titres de transports.
Elle est également équipée de quais latéraux à huit portes lui permettant de recevoir des rames de 26 m à deux voitures.

### Desserte
Comme sur le reste du métro toulousain, le premier départ des terminus est à 5 h 15, le dernier départ est à 0 h du dimanche au jeudi et à 3 h le vendredi et samedi.

Installations et desserte
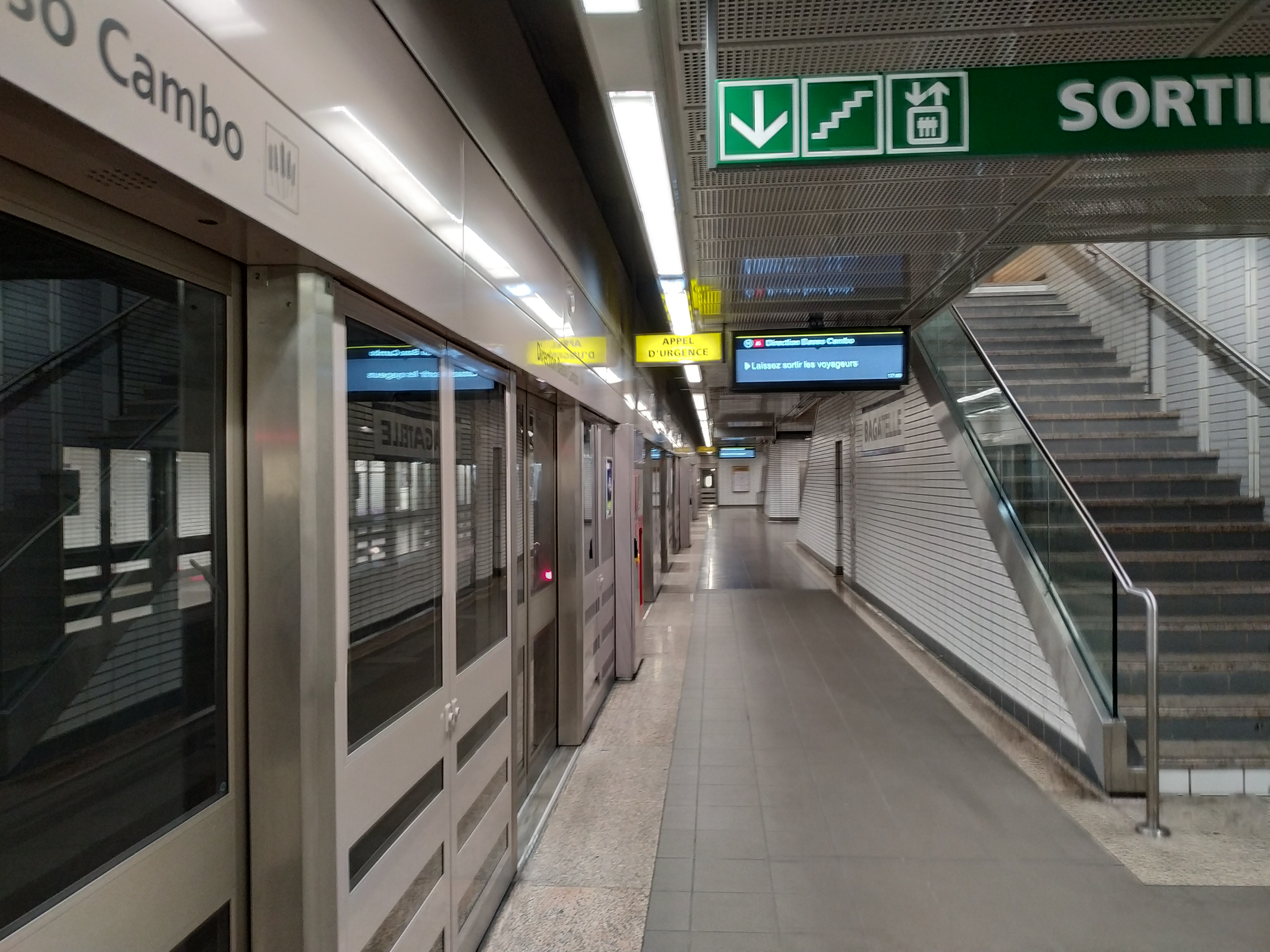
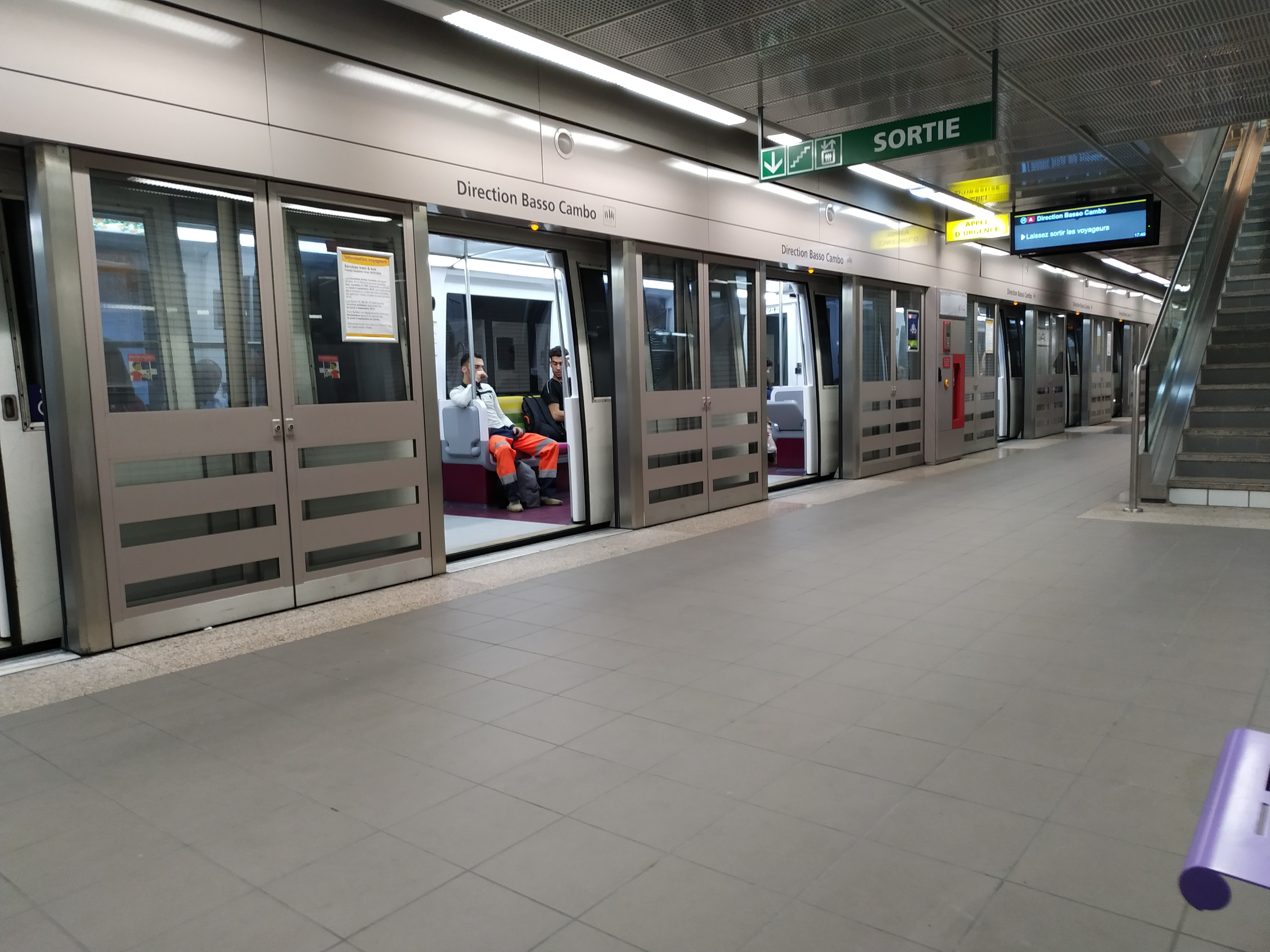
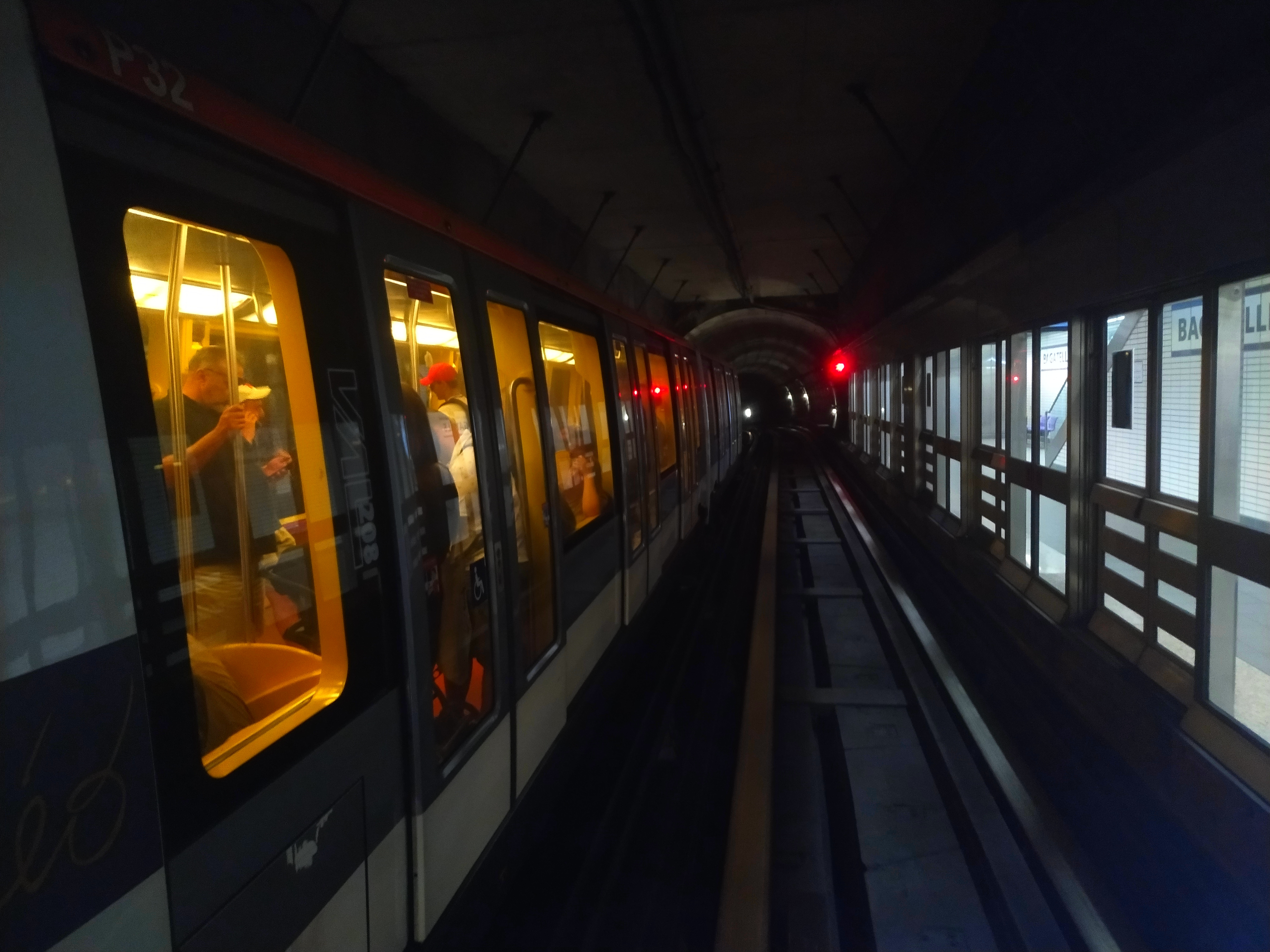

### Intermodalité
La station est desservie par la ligne 13 du réseau Tisséo.

## L'art dans la station
L'œuvre d'art associée à la station est une « création de murs fictifs par l’utilisation de la lumière avec au sol un système géométrique composé de douze droites lumineuses et au plafond, à la verticale exacte de ces droites, des bandes de miroir ». Cette œuvre a été réalisée par Dimitry Orlac,.

## À proximité
- Centre Culturel Henri Desbals
- Collège Stendhal
- Groupe Scolaire Pierre de Ronsard
- Maison de quartier de Bagatelle
- Stations VélôToulouse no 186 (Desbals – Boualam) et no 143 (Desbals – Saintonge)